# Kalitz
Kalitz ist ein Ortsteil von Möckern im Landkreis Jerichower Land in Sachsen-Anhalt.

## Geografie
Der Ort ist ländlich geprägt und  liegt etwa 9,5 Kilometer östlich von Möckern. Über die Kreisstraße 1785 sind die Nachbarorte Göbel im Süden und Brietzke im Westen sowie die Bundesstraße 246 zu erreichen, über die neben dem Hauptort Möckern auch dessen Stadtteil Loburg erreicht wird. Das aus landwirtschaftlichen Flächen bestehende Umland ist in das Landschaftsschutzgebiet Westfläming eingebettet.
Naturräumlich gehört der Ort zum Zerbster Land, einer ackergeprägten offenen Kulturlandschaft und 536 km² großen Haupteinheit der übergeordneten Haupteinheitengruppe des Fläming im norddeutschen Tiefland. Das Zerbster Land bildet die Südwestabdachung des Flämings zur Elbe und gehört zum Einzugsgebiet dieses Flusses.

## Geschichte
Vom ersten schriftlichen Nachweis aus dem Jahre 1282 bis 1459 wurde der Ort stets als Calditz erwähnt. Die Endung -itz weist auf slawischen Ursprung hin, sodass anzunehmen ist, dass hier bereits vor dem 11. Jahrhundert eine slawische Siedlung vorhanden war. Um 1700 tauchte die Ortsbezeichnung Calitzsch auf, ehe sich im 19. Jahrhundert die heutige Ortsbezeichnung durchsetzte. Im 13. Jahrhundert gehörte Kalitz als Kirchdorf dem Erzbistum Magdeburg und wurde 1292 durch Erzbischof Erich dem Kloster Lehnin geschenkt. 1457 ging der Ort in den Besitz der in Loburg ansässigen Adelsfamilie von Barby über. 1770 verkaufte der Major Friedrich Gustav von Barby das Rittergut an Erich von Münchhausen von der Linie Neuhaus-Leitzkau. Die Münchhausens waren bis zu ihrer Enteignung 1945 Rittergutsbesitzer in Kalitz. Als nach dem Dreißigjährigen Krieg das Erzbistum Magdeburg säkularisiert wurde, kam Kalitz unter brandenburgisch-preußische Oberherrschaft. Mit der preußischen Verwaltungsreform von 1815 wurde es als gemeindeunabhängiger selbständiger Gutsbezirk dem Landkreis Jerichow I unterstellt. Der Gutsbezirk Kalitz hatte 1910 99 Einwohner. Am 17. Oktober 1928 wurde der Gutsbezirk Kalitz mit dem benachbarten Gutsbezirk Brietzke (ohne die Exclave bei Loburg) zu einer Landgemeinde Brietzke-Kalitz zusammengelegt. Die Gemeinde hatte 1933 292 Einwohner. Bereits zu Anfang des 20. Jahrhunderts bekam Kalitz einen eigenen Bahnanschluss und wurde Kreuzungspunkt der Kleinbahnlinien Loburg – Gommern und Kalitz – Göbel. Während der DDR-Zeit war Brietzke-Kalitz zunächst dem Kreis Loburg, ab 1957 dem Kreis Zerbst zugeordnet. Am 1. Januar 1974 wurde die Gemeinde nach Zeppernick eingemeindet. Am 1. Juli 2007 kamen beide Gemeindeteile als Ortsteile zur Stadt Möckern.

## Bauten
Am westlichen Ortseingang steht die evangelische Kirche von Kalitz. Sie wurde Anfang des 13. Jahrhunderts als rechteckiger Saalbau aus Feldsteinen errichtet. In die Längstwände sind große Rundbogenfenster eingelassen. Über dem Westgiebel erhebt sich auf dem ziegelgedeckten Satteldach ein verputzter Dachreiter, der eine welsche Haube mit offener Laterne trägt. Über den Innenraum spannt sich eine mit Stuck eingerahmte Flachdecke. Die Einrichtung trägt zum größten Teil barocken Charakter. Die Gestühlwangen sind mit bäuerlicher Blumenmalerei geschmückt, der Kanzelaltar links und rechts mit Holzeinfassungen versehen, über der Kanzel eine Wolkengloriole. Die Malereien am mehrseitige Kanzelkorb stellen die Kreuzigungsszene und die vier Evangelisten dar. Darunter befindet sich ein Gemälde mit der Darstellung des Abendmahls.

## Söhne und Töchter der Gemeinde
- Otto von Münchhausen (1780–1872), preußischer Landrat
- August von Münchhausen (1788–1841), preußischer Offizier und Landrat